# 大阪市歌
- 日本 > 大阪府 > 大阪市 > 大阪市歌
- 日本 > 市町村 > 市町村歌 > 大阪市歌

「大阪市歌」（おおさかしか）は日本の政令指定都市の1市で、大阪府の府庁所在地である大阪市の市歌。作詞・堀沢周安、 作曲・中田章。

## 解説

### 大阪朝日新聞選定の市歌
現在の大阪市歌は1921年（大正10年）に制定されたものであるが、それ以前にも「大阪市歌」と呼ばれる楽曲として1903年（明治36年）に大阪朝日新聞が歌詞を一般公募した一柳安次郎（芳風）の作詞、小山作之助・山田源一郎の作曲になる「大阪市の歌」が存在した。この「大阪市の歌」は箏・琴の名曲として広く知られるようになり、1908年（明治41年）刊の『手風琴独稽古』第2集では
| 「 | この歌は大阪朝日新聞社が特に大阪市のために発表したるものにて市内小学校の唱歌教科用にもなっております。苟も大阪市民たるものは此歌を忘れてはならないのである | 」 |

と説明されている。作詞者の一柳安次郎は没年不詳であるが、1943年（昭和18年）に刊行された『上方 -郷土研究-』第149号に「先年物故された」との記述があり遅くとも1942年（昭和17年）以前には故人となっていたことが確認される。作曲者の小山と山田は共に1927年（昭和2年）没であり、詞・曲ともパブリックドメインである。

### 現在の市歌
大阪朝日新聞が選定した「大阪市の歌」は複数の歌集に手習い用の曲として掲載されるなど広く愛唱されたが、制定の告示を経た正式な市歌としては扱われなかった。そのため、第6代大阪市長の池上四郎が北区中之島の3代目大阪市庁舎落成記念として正式な市歌の制定を提唱し、森鷗外や幸田露伴らを審査委員に招いて歌詞を一般公募した。全国から2,398編の応募作が集まり、香川県の旧制三豊中学校（現在の香川県立観音寺第一高等学校）校長であった堀沢周安の応募作が一等入選（賞金・500円）として採用された後、東京音楽学校助教授の中田章が作曲を手掛けて1921年（大正10年）4月に制定された。政令指定都市の現行市歌としては1909年（明治42年）制定の横浜市歌、1910年（明治43年）制定の名古屋市歌に次いで3番目に古い。
制定時にニットーレコードがSP盤を作成したのを始め、何度もレコード化されている。創唱盤のB面は「大阪市青年連合団々歌」。現在も大阪市が毎年発行する市勢要覧に歌詞と楽譜が掲載されており、市主催の行事や市立校の卒業式でも演奏される。
戦前の三府はいずれも府歌を制定しなかったが、東京府の後身である東京都は1947年（昭和22年）に「東京都歌」を、また京都府は1984年（昭和59年）に全国44番目（通説では43番目）となる「京都府の歌」を制定したのに対し、大阪府は現在も府歌を制定していない。そのため、一部の文献ではこの大阪市歌が代わりに紹介されている。
なお、大阪市に関係する他の楽曲としては大阪市と大阪市教育委員会がいずれも「大阪市民の歌」として1953年（昭和28年）に選定した愛唱歌「陽はわかし」（作詞・名谷龍生、作曲・織田辰男、編曲・大澤壽人）および、1959年（昭和34年）に市制70周年を記念して選定した「あなたの胸に わたしの胸に」（作詞・明珍昇、作曲・難波寛臣）がある。

## 歌詞
「大阪市歌」は歌詞、旋律のいずれも著作権の保護期間を満了し、パブリックドメインとなっている。

### 歌詞の改訂
制定当初、2番の歌い出しは「なにわの城の朝ぼらけ」、3番の歌い出しは「東洋一の商業地」であったが1929年（昭和4年）にそれぞれ「なにわの春」「商工地」へ改訂されている